# Halone ophiodes
Halone ophiodes är en fjärilsart som beskrevs av Edward Meyrick 1886. Halone ophiodes ingår i släktet Halone och familjen björnspinnare. Inga underarter finns listade i Catalogue of Life.